# Nintendo Switch 2
Nintendo Switch 2 (ニンテンドースイッチ２?, Nintendō Suitchi Tsū) è una console di natura ibrida sviluppata da Nintendo, distribuita in tutto il mondo a partire dal 5 giugno 2025.
La console è retrocompatibile con Nintendo Switch e, come il suo predecessore, può essere utilizzata sia come piattaforma domestica che come portatile ed è dotata di un supporto su cartuccia.
È stata rivelata ufficialmente il 16 gennaio 2025 con un trailer e presentata il 2 aprile 2025 con un Nintendo Direct dedicato, assieme alla quale sono stati annunciati i giochi in uscita al lancio.
Fa parte della nona generazione delle console, insieme a PlayStation 5 e Xbox Series X/S.

## Storia

### Sviluppo
Le voci su una nuova console Nintendo iniziarono a girare già nel 2019, alcuni giornali si riferivano al prodotto con il nome di "Nintendo Switch Pro", rivelatosi poi essere il modello OLED rilasciato nel 2021. Nell'ottobre del 2020 Nintendo ha rivelato agli investitori di essere al lavoro sul nuovo hardware.
In un incontro con gli azionisti nel giugno 2023, il presidente di Nintendo, Shuntaro Furukawa, ha dichiarato che l'azienda ha cercato di rendere agevole per i consumatori la transizione tra Nintendo Switch e il suo successore, pianificando il trasferimento dati tramite l'account Nintendo.
La testata Video Games Chronicle ha riportato nel luglio 2023 che Nintendo stesse inviando i devkit a diversi sviluppatori ed era intenzionata ad evitare la carenza di hardware al lancio. Nell'agosto 2023 Nintendo ha mostrato a porte chiuse per la prima volta l'hardware a pochi giornalisti durante la Gamescom. Tra le tech demo c'erano The Legend of Zelda: Breath of the Wild, che girava a un frame rate e a una risoluzione più elevati, e la demo The Matrix Awakens.
Il 7 maggio 2024 Shuntaro Furukawa, attraverso l'account ufficiale di Nintendo su X, rilasciò una breve dichiarazione riguardo al successore di Nintendo Switch. Nel post fu annunciato che ulteriori dettagli riguardo al suo successore sarebbero stati condivisi entro la fine dell'anno fiscale 2024.
A maggio 2025 Furukawa conferma che lo sviluppo della console è iniziato ufficialmente nel 2019.

### Annuncio e presentazione
Il 16 gennaio 2025 Nintendo ha pubblicato sul proprio sito e sul canale ufficiale YouTube il trailer di presentazione di Nintendo Switch 2, all'interno del quale è stata introdotta la nuova console, insieme a un breve filmato di un nuovo titolo della serie Mario Kart. Viene inoltre rivelato che la data di uscita è prevista per il 2025 e che ulteriori informazioni verranno svelate in un Nintendo Direct il 2 aprile 2025. Nintendo organizzerà una serie di eventi a livello mondiale dall'aprile al giugno dello stesso anno, in modo da permettere ai giocatori di provare la console prima del lancio. In un primo momento viene annunciato che i preordini della console sarebbero avvenuti, per le persone con un'iscrizione attiva a Nintendo Switch Online, l'8 aprile 2025 sul sito Nintendo.
Nel Direct dedicato sono state approfondite le caratteristiche tecniche della console e le nuove funzionalità, come GameChat e GameShare. Sono stati inoltre mostrati una serie di titoli di terze parti e delle edizioni di alcuni titoli di Nintendo Switch aggiornati appositamente per la nuova console.

## Hardware e funzionamento
Nintendo Switch 2 è dotata di processore/GPU Nvidia, con supporto al ray tracing e DLSS, offrendo prestazioni che NVIDIA dichiara 10 volte superiori rispetto al suo modello precedente.

Seguono le specifiche pubblicate da Nintendo incrociate con l'ultima analisi di Digital Foundry condotta sui contenuti riservati agli sviluppatori.

- CPU NVIDIA Tegra T239, 8 core (2 core riservati al software di sistema) ARM Cortex-A78C;
- GPU integrata Ampere 1536 CUDA  [561MHz - 1.4GHz max], tot [1.7 - 3.07] TeraFLOPS;
- Processo produttivo SEC8N a 8nm;
- RAM 12GB su due chip Hynix LPDDR5 da 6GB con un bus a 128-bit (3GB riservati al software di sistema);
- Memoria interna SSD 256 GB UFS;
- Decompressore File F.D.E. (Full Disk Encryption on-chip), via hardware;
- Slot memoria esterna MicroSD Express fino a 2 TB;
- Connessione Wireless LAN (Wi-Fi 6), Bluetooth e LAN via cavo;
- Display multi-touch 7.9 pollici, 1080p LCD, supporta VRR (solo portatile) e HDR10 fino a 120 Hz;
- Batteria interna agli ioni di litio da 5220mAh (ricarica in 3 ore in modalità Sleep-on).

Nintendo Switch 2, come il suo predecessore, è una console ibrida, ovvero che può essere utilizzata sia come console portatile che come console casalinga, attraverso un dock collegato a un televisore o monitor. La console mantiene una forma simile a Nintendo Switch ed è composta dal corpo principale che include lo schermo, l'hardware principale e due dispositivi Joy-Con che possono essere collegati ai lati dell'unità principale o possono comunicare in modalità wireless con l'unità principale quando sganciati.
La console dispone di due porte USB-C, una sul fondo per la ricarica e un'altra nella parte superiore, per rendere più pratico l'uso in modalità portatile. Quasi la totalità dei giochi per Nintendo Switch sono retrocompatibili con la nuova console, ad eccezione di alcuni titoli che richiedono determinate caratteristiche hardware e accessori non più presenti sui nuovi controller Joy-Con 2 (come la telecamera IR di movimento), a meno che non si utilizzino i vecchi controller, in quanto la console è retro-compatibile con parte degli accessori per la prima Switch.
La console è dotata di uno schermo capacitivo LCD da 7,9 pollici multi-touch a 10 punti con supporto al VRR (variable refresh rate), limitato alla modalità portatile, e HDR10. In modalità portatile Nintendo Switch 2 ha una risoluzione massima di 1080p (Full HD) a 120 fps mentre in modalità TV la console ha una risoluzione massima di 2160p (4K), in questo caso con un massimo di 60 fps. La risoluzione massima per i 120 fps in modalità TV è pari a 1440p (WQHD).
I Joy-Con sono stati ridisegnati e denominati Joy-Con 2, ora sono più grandi e si attaccano magneticamente ai lati della console, eliminando il sistema di guide del modello precedente. Presentano anche un sensore ottico e un laccetto ridisegnato dotato di supporti per poter usare il controller in modo simile ad un mouse per computer. Il Joy-Con destro ha anche un tasto aggiuntivo, il pulsante C, utile per avviare la GameChat.

## Nuove funzionalità
Nella sezione delle impostazioni sono ora presenti opzioni di accessibilità e funzioni avanzate, come la possibilità di limitare la ricarica della batteria al 90% per preservarne la salute nel lungo periodo. Nintendo Switch 2 introduce inoltre diverse nuove meccaniche e funzionalità:

### GameChat
Premendo il nuovo pulsante C posizionato sotto il pulsante HOME del Joy-Con 2 destro, è possibile aprire una chat vocale simile alla già esistente app Discord. L'utente potrà parlare con altri utenti della console, condividere il proprio schermo di gioco con gli altri partecipanti e addirittura avviare una videochiamata grazie ad una telecamera venduta separatamente, chiamata "Telecamera per Nintendo Switch 2".  Ovviamente è possibile, durante le videochiamate, attivare o disattivare il microfono, integrato nella console e dotato di tecnologia di cancellazione del rumore ambientale.

### GameShare
Tramite un'icona del Menu HOME, i giochi compatibili con questa funzione potranno essere giocati in locale con gli amici con più console Nintendo Switch e/o Nintendo Switch 2, con una sola scheda di gioco, funzione simile alla Modalità Download di Nintendo DS e Nintendo 3DS.

### Giochi Nintendo Switch 2 Edition
Diversi giochi per Nintendo Switch verranno aggiornati e ripubblicati su Nintendo Switch 2 sia in formato fisico che digitale. Presenteranno miglioramenti grafici, migliori prestazioni tecniche e nuove modalità di gioco. Alcuni aggiornamenti sono gratuiti, altri a pagamento. Per chi possiede la copia fisica o digitale su Nintendo Switch, l'aggiornamento può essere acquistato e scaricato separatamente.

### Schede di gioco virtuali
Si potranno scambiare giochi in formato digitale tra console Nintendo Switch e Nintendo Switch 2. Questa funzionalità permette di trasferire più facilmente i giochi digitali da una console all'altra attraverso una connessione wireless oppure prestare dei giochi ad altre console appartenenti allo stesso nucleo familiare fino ad un massimo di 14 giorni. Dopo questo tempo limite, le schede virtuali ritornano al proprietario ma sulle altre console rimarranno intatti i dati di salvataggio.

### Controlli stile mouse
I Joy-Con 2, grazie al loro sensore ottico, possono essere usati come mouse posizionandoli su una superficie piana. È possibile utilizzarli nel menù Home della console e nei giochi compatibili come Donkey Kong Bananza e Drag x Drive.

## Videogiochi
I giochi first-party annunciati per Nintendo Switch 2 sono: Mario Kart World, Donkey Kong Bananza, Kirby Air Riders, Hyrule Warriors: L'era dell'esilio, Drag x Drive e il gioco dimostrativo Nintendo Switch 2 Welcome Tour. Inoltre la console avrà in esclusiva The Duskbloods, gioco di prossima uscita di FromSoftware.
I titoli di terze parti annunciati, alcuni dei quali disponibili al lancio, sono: Final Fantasy VII Remake Intergrade, Street Fighter 6, Elden Ring - Tarnished Edition, Cyberpunk 2077 Ultimate Edition, Borderlands 4, Daemon X Machina: Titanic Scion, Tony Hawk Pro Skater 3+4, Split Fiction, Yakuza 0 Director’s Cut, Hogwarts Legacy, un titolo su 007 denominato 007 First Light (precedentemente conosciuto come Project 007), Hades II, Hitman World of Assassination, Deltarune Capitoli 1-4, Civilization VII, Survival Kids, Kunitsu-Gami: Path of the Goddess, Puyo Puyo Tetris 2S, Rune Factory: Guardians of Azuma, Nobunaga's Ambition: Awakening Complete Edition, Fast Fusion, Fortnite, Arcade Archives 2 Ridge Racer e Enter the Gungeon 2, a cui si aggiungono i vari franchise sportivi quali Madden NFL, EA Sports FC, NBA 2K e WWE 2K.
Inoltre, tramite un'iscrizione a Nintendo Switch Online + Pacchetto aggiuntivo ed esclusivamente per gli utenti Switch 2, è possibile giocare ai vecchi titoli GameCube. Nintendo Switch 2 è retrocompatibile con la quasi totalità di giochi fisici e digitali di Nintendo Switch, inclusi controller e accessori.

## Accoglienza e vendite
L'8 maggio 2025, Nintendo ha annunciato di aspettarsi di vendere 15 milioni di unità nel suo primo anno fiscale (aprile 2025 - marzo 2026, con l'inizio delle vendite il 5 giugno 2025) Mentre i preordini della console, in Giappone, sono arrivati a 2 milioni solo nel My Nintendo Store.
Nintendo Switch 2 ha stabilito record di vendita per il lancio di una console in Francia, Spagna, Giappone e Stati Uniti, mentre nel Regno Unito si è trattato del miglior lancio per una console Nintendo.
Nei primi quattro giorni dalla sua uscita, Nintendo ha annunciato di aver venduto oltre 3.5 milioni di unità, diventando l'hardware Nintendo venduto più velocemente di sempre a livello globale, così come la console più rapidamente venduta della storia.
In seguito alla pubblicazione del primo trimestre finanziario dell'anno fiscale 2025, Nintendo ha annunciato di aver venduto 5.82 milioni di console in tutto il mondo nel suo primo mese di vita, ovvero dal 5 giugno fino a fine mese, stabilendo un nuovo record.
Secondo la recensione di IGN Italia, Nintendo Switch 2 "è una console che evolve, non rivoluziona, ma lo fa in modo tutto sommato convincente".